# 阿图罗·巴斯克斯
阿图罗·巴斯克斯·阿亚拉（西班牙語：Arturo Vázquez Ayala，1949年6月26日—），墨西哥男子足球运动员，司职后卫。他曾代表墨西哥国家队参加1978年国际足联世界杯，结果队伍止步小组赛阶段。